# Купферон
Купферон (аммониевая соль N-нитрозофенилгидроксиламина) — органическое вещество, используемое в аналитической химии.

## Физические и химические свойства
Купферон представляет собой бесцветные или буровато-желтоватые кристаллы, хорошо растворимые в воде, этаноле, диэтиловом эфире и бензоле и темнеющие при хранении. При нагревании купферон разлагается с выделением нитробензола.
Купферон с металлами в степенях окисления +3 и +4 в солянокислых и сернокислых растворах образует стабильные хелаты (купферонаты), которые хорошо растворяются в органических растворителях (диэтиловом эфире, хлороформе, метилизобутилкетоне, хлорбензоле). Это их свойство с успехом применяется для экстракционного разделения и концентрирования таких металлов, как Al, Be, Ce, Co, Bi, Ga, In, Fe и др.

## Получение и применение
Купферон получают реакцией нитрозирования N-фенилгидроксиламина и взаимодействием образовавшегося продукта аммиаком.
Применяется:
- для гравиметрического определения Ti, V, Sb, Fe, Ga, Cu, Nb, Ta, Sn, Zn
- для фотометрического определения Sb, Bi, Cu, Nb
- для титриметрического определения Nb, Th, Zr
- для разделения с соосаждением в смеси с крахмалом — Fe, Co, Ni, Cu
- для разделения в присутствии графитового порошка — Co, Fe, Mo, Ti, V
- для концентрирования и экстракционного разделения Al, Bi, Ce, Co, Cu, Fe, Ca, Nb, Pd и др. в смеси с другими ионами.